# Kurt Fischer (Politiker, 2000)
Kurt Fischer (* 2000 in Eberswalde) ist ein deutscher Politiker (SPD). Er ist seit 2024 Mitglied im Landtag Brandenburg.

## Leben
Kurt Fischer studierte in den Jahren 2018 bis 2022 Politik und Wirtschaft an der Universität Potsdam mit Bachelorabschluss.
Daneben war er von 2018 bis 2024 als Mitarbeiter für den Bundestagsabgeordneten Stefan Zierke tätig. Zudem arbeitete er von 2021 bis 2024 als politischer Referent für die SPD-Fraktion im Bundestag bei deren Seeheimer Kreis.

## Partei und Politik
Fischer trat 2016 in die SPD ein. Er übernahm in den Jahren 2018 bis 2022 zunächst den Vorsitz der Jusos Barnim, anschließend ab 2022 für die SPD in Barnim. Dem Landesvorstand Brandenburg seiner Partei gehört er seit 2023 als Beisitzer an.
In der Stadtverordnetenversammlung von Eberswalde hat er seit 2023 ein Mandat inne, seit 2024 auch im Kreistag des Landkreises Barnim. Bei der Landtagswahl in Brandenburg 2024 kandidierte er im Landtagswahlkreis Barnim I und erhielt ein Abgeordnetenmandat über die Landesliste.
Im Dezember 2024 wurde er als Nachfolger von David Kolesnyk Generalsekretär der SPD Brandenburg.